# Сэндфорд, Кристофер
Кристофер Сэндфорд (англ. Christopher Sandford, родился 1 июля 1956 года) — английский журналист и биограф. Наиболее известен как автор книг о кино и музыке, а также страстный любитель игры в крикет.

## Биография
Сэндфорд родился в Англии, в семье Сефтона Сэндфорда, старшего британского военно-морского офицера. Часть детства провёл в Советском Союзе, где его отец служил старшим военным атташе в посольстве Великобритании, часть — в Соединённом Королевстве. Окончил колледж Рэдли и Фицуильям-колледж в Кембридже, где в 1977 году получил степень магистра истории. В том же году он начал карьеру журналиста в Лондоне.
Попеременно проживает в Сиэтле и Лондоне. Помимо биографий, рассказов, романов и других книг, много публиковался в печатных СМИ Соединённых Штатов и Великобритании. Его книга «Последние возможности: игроки в крикет лета 1939 года» стала лауреатом премии «Книга года» Общества крикета / MCC в 2020 году.